# Tweebuffelsmeteenskootmorsdoodgeskietfontein
Tweebuffelsmeteenskootmorsdoodgeskietfontein is een denkbeeldig Zuid-Afrikaans dorpje dat wel in het reclamewezen gebruikt wordt om een typisch klein plattelandsdorpje te beschrijven. Anton Goosen heeft onder deze titel een liedje uitgebracht, dat werd geschreven door Fanus Rautenbach.
Er wordt beweerd dat Tweebuffels... een bestaande plaas in de buurt van Lichtenburg is, die geregistreerd staat bij de Zuid-Afrikaanse Landmeter-Generaal. Op een tekening van 18 oktober 1914 staat echter slechts "Twee Buffels Geschiet".
Hoewel de naam niet geheel grammaticaal correct is, illustreert hij wel een kenmerk van het Afrikaans: de vorming van samenstellingen. Dit komt ook in het Nederlands en het Duits voor.